# Poletne olimpijske igre 1932
Poletne olimpijske igre 1932 (uradno Igre X. olimpijade) so potekale leta 1932 v Los Angelesu (Kalifornija); to mesto je bil tudi edini kandidat za organizacijo poletnih olimpijskih iger. Zaradi velike depresije se je samih olimpijskih iger udeležilo več kot pol manj držav kot na POI 1928.